# Електромер
Електромерът е електроизмервателен инструмент, техническо средство за измерване на електрическата енергия, доставена до даден потребител.

## Обща информация
Електромерът може да измерва електрическата енергия, която е активна (полезна), тя се измерва в киловатчаса (kWh), или реактивна (запасява се в реактивните елементи на електрическата система – кондензатори и индуктивности), която се измерва в реактивни киловолтамперчаса (kVARh). Съвременните електромери са обикновено многофункционални електронни устройства с цифров екран и различни интерфейси за връзка с външни цифрови устройства. Електромер от този вид притежава следните възможности:
- постоянно измерване, наблюдение и архивиране на електрическата консумация
- три времеви тарифи
- показване на стойностите на напрежението, тока, фактора на мощността (cos φ), активната и реактивна мощност
- възможност за работа в реално време (часовник за реално време) с релета, комутиращи различни товари
- възможност за програмиране на лимит на консумираната електрическа енергия и задействане на алармен сигнал
- сериен интерфейс за връзка с външен компютър
- EEPROM памет
- архивиране на консумацията на енергия за последния месец, час по час
- работни параметри 400 V / 120 A
- работна температура от -25 до +85 °C

## Видове електромери
Според начина на действие електромерите се делят на механични и електронни. Механичните електромери вече почти не се ползват поради остарялата технология и многото грешки, които с течение на времето се натрупват. Друга причина е, че тяхната напреженова намотка постоянно консумира енергия от мрежата, независимо от дейността на потребителя. Тази енергия не се отчита в показанията, но се употребява от мрежата. През последните години механичните електромери масово се заменят с електронни.
Според вида на измерване се делят на директни и индиректни. Според броя на фазите се делят на еднофазни (монофазни) и трифазни. Има и електромери с дистанционно отчитане.

## Устройство на механичен електромер
Устройството на механичния електромер се състои от няколко основни елемента: диск (някои модели са с механичен циферблат и алуминиевият диск не се вижда), реле за тарифите, токова бобина, напреженова бобина, механичен циферблат, кутия и клемен блок. Тези електромери нямат вграден часовник, затова се използва външен часовник за регулиране на тарифите. Дискът в механичния електромер се задвижва от токовете на Фуко индуктирани в алуминиевия въртящ диск сумарно от двете намотки (напрежителна и токова). 

## Устройство на електронен електромер
Електронният електромер се състои от следните основни елементи: измервателен шунт при битовите електромери или токов трансформатор (при големи токове/ консумация на промишлени обекти), дисплей , клемен блок и електронна схема (на платка). В по-старите модели електронни електромери няма вградени часовници, но през последните години повечето производители вграждат часовници, превключващи тарифите на електромера.

## Потребителски електромери
Потребителските (битови) електромери са монофазни и трифазни, като отчитат по две тарифи (има също с една и с три тарифи). Тарифите са Д (Т2) – дневна и Н (Т1) – нощна. При тритарифните електромери има и тарифа В (Т3) – върхова, но върховата се отчита при малките търговски обекти и уличното осветление. Те са предназначени за измерване на консумираната електроенергия за бита и малките търговски обекти.
| Монофазни електромери | Монофазни електромери | Трифазни електромери | Трифазни електромери |
| индукционни           | статични              | индукционни          | статични             |
| --------------------- | --------------------- | -------------------- | -------------------- |
| 10 – 30/40 A          | 5 – 60 A              | 3 x 10 – 40 (60) A   | 3 x 5 – 100 (120) A  |
| 220 V                 | 230 V                 | 3 x 220/380 V        | 3 x 230/400 V        |
| 80 – 600 об.          | 1000 – 10000 имп.     | 86 – 600 об.         | 1000 – 10000 имп.    |
| 50/60 Hz              | 50/60 Hz              | 50/60 Hz             | 50/60 Hz             |

## Промишлени електромери
Промишлените (индустриални) електромери са предназначени за отчитане енергията на големи консуматори в промишлеността и големи търговски обекти. Отчитането при тях е директно или индиректно (дистанционно). Основното при тези електромери, за разлика от битовите, е, че за малките търговски обекти се отчитат три тарифи: дневна, нощна и върхова, а за големите консуматори се отчитат на три скали: активна, реактивна и капацитивна, като активната и реактивната са в по три тарифи, а капацитивната е една. Има и промишлени електромери с 9 тарифи на отчитане, но те се използват по-рядко от седемтарифните.

## Отчитане на електромери
Електромерите се отчитат или ръчно от инкасатор или автоматично през импулсен изход или по сериен порт. През импулсния си изход електромерът генерира импулс при преминаването на определено точно определено количество енергия например 1 kW. По сериен порт по-новите електромери поддържат протокол за комуникация, през който биха могли да бъдат прочетени данните. Обикновено данните се четат от логър или регистратор за данни, който ги отчита на определено време и предава данните към система за събиране на отчетите и наблюдение на консумацията на електроенергия.